# Ibrahim Manzo Diallo
Ibrahim Manzo Diallo, né le 16 septembre 1971 à Zinder, est un journaliste et consultant nigérien,. Directeur Général du groupe de presse Aïr Info, il reçoit en 2024, le prix Africain du Journalisme d’Investigation Norbert Zongo,. 

## Biographie
Promoteur et directeur général du Groupe de presse Aïr Info depuis 2002, il collabore avec des médias internationaux.Titulaire d’un Master en réalisation documentaire de création, il a publié en 2016 le roman Inzad, Le Destin de Ghaisha, préfacé par Brigi Rafini, ancien Premier ministre du Niger. Lauréat de plusieurs concours journalistiques, il a remporté le Grand Prix du journalisme d’investigation en Afrique de l’Ouest (2023) et le Grand Prix National de la meilleure œuvre journalistique sur les droits humains (2024). Engagé dans la sensibilisation aux défis du Sahel, il intervient régulièrement  dans des conférences internationales sur la migration et la sécurité,,,,.